# توماس س. هولت
توماس س. هولت (بالإنجليزية: Thomas C. Holt)‏ هو مؤرخ أمريكي، ولد في 30 نوفمبر 1942.